# Cantonul Poitiers-3
Cantonul Poitiers-3 este un canton din arondismentul Poitiers, departamentul Vienne, regiunea Poitou-Charentes, Franța.

## Comune
| Comune             | Populație (1999) | Cod poștal | Cod INSEE |
| ------------------ | ---------------- | ---------- | --------- |
| Mignaloux-Beauvoir | 3 881            | 86550      | 86157     |
| Poitiers           | 89 253 (1)       | 86000      | 86194     |